# ألبرت إنغستروم
ألبرت إنغستروم (بالإنجليزية: Albert Engström) (و. 1869 – 1940 م) هو كاتِب، ورسام، وصحفي، ورسام توضيحي، ورسام كارتون، وكاتب غنائي، من السويد، ولد في مقاطعة كالمار، كان عضوًا في الأكاديمية السويدية، توفي في ستوكهولم، عن عمر يناهز 71 عاماً.

## التعليم
تعلم في مدرسة فالاند للفنون الجميلة ‏.

## روابط خارجية
- ألبرت إنغستروم على موقع IMDb (الإنجليزية)
- ألبرت إنغستروم على موقع ديسكوغز (الإنجليزية)